# Spirapril
Lo  spirapril  cloridrato è un principio attivo di indicazione specifica contro l'ipertensione.

## Indicazioni
È utilizzato come medicinale in cardiologia contro l'ipertensione arteriosa.

## Controindicazioni
Sconsigliato in persone che usano diuretici, e la funzionalità epatica dovrebbe essere controllata durante la somministrazione del farmaco.

## Dosaggi
- Ipertensione, 6 mg al giorno

## Farmacodinamica
Come gli altri ACE-inibitori inibisce l'enzima convertitore dell'angiotensina (ACE), deputato alla conversione dell'angiotensina I nella sua forma attiva, l'angiotensina II.

## Effetti indesiderati
Alcuni degli effetti indesiderati sono angioedema, cefalea, dispepsia, leucopenia, vertigini, nausea, diarrea, vomito, febbre, neutropenia, ipoglicemia, discrasia ematica, affaticamento, porpora, vasculiti, ipotensione, rash, atralgia.